# 小弯曲蛤
是的一种双壳纲软体动物。舊屬帘蛤目寄生蛤科人字蛤属，現時人字蛤屬改屬鼬眼蛤目猿頭蛤科。

## 分佈
本物種分佈於西北太平洋的日本、台湾、中国大陆浙江省的南麂列岛及香港。
常栖息在潮间带，寄生于贝类的壳内。